# Maculphrysus quadrimaculatus
Maculphrysus quadrimaculatus es una especie de coleóptero de la familia Attelabidae.

## Distribución geográfica
Habita en China, Corea, Mongolia y Rusia.